# Карл Мюлер
 Тази статия е за швейцарския физик.  За немския филолог и историк вижте Карл Мюлер (филолог).  
Карл Мюлер (на немски: Karl Alexander Müller) е швейцарски физик, носител на Нобелова награда за физика за 1987 г., за откриването на свръхпроводимост при керамичните материали.

## Биография
Роден е на 20 април 1927 г. в Базел, Швейцария. Малко след раждането на Мюлер семейството се премества в Залцбург, където баща му учи музика. След смъртта на майка му през 1928 г. той е изпратен да учи в Евангелски колеж в Шиър, Източна Швейцария. Там през 1945 г. завършва средното си образование. През Втората световна война следва физика в неутрална държава, което оказва силно влияние върху кариерата му. Следва физика в Швейцарския федерален технологичен институт (ETH-Zürich), където слуша лекциите на Волфганг Паули, след което се и дипломира. Защитата докторска дисертация през 1957 г.

## Научна кариера
Дипломната му работа в ETH-Zürich е върху ефекта на Хол в сив калай.
Посвещава 15 години от работата си в IBM (1963 – 1985) на SrTiO3 и подобните перовскити. Изследва фотохроматичните им свойства на перовскитите, примесени с йони на преходни елементи, техните химични съединения, фероелектрични свойства, както и термодинамиката на техните фазови преходи.

## Свръхпроводимост при високи температури
В началото на 80-те години при Мюлер постъпва на работа Йохан Беднорц, с когото търсят свръхпроводими при високи температури. Двамата учени изследват оксидите на различни елементи, за които имало индикации ще могат да проявят свойства на свръхпроводници. През 1986 г. Мюлер и Беднорц наблюдават свръхпроводимост в барий-лантан-меден оксид на температура от 35°K, което е значително повече от последната най-висока температура на свръхпроводимост – 23°K, постигната през 1973 г. Към края на годината Пол Чу от Хюстънския университет потвърждава резултатите им, като постига температура от 93°K.
През 1987 г. те получават Нобелова награда за физика, което е най-краткият интервал между откритие и Нобелова награда за него.